# Jag är hip, baby: Svante Thuresson sjunger Beppe Wolgers
Jag är hip, baby: Svante Thuresson sjunger Beppe Wolgers är ett musikalbum av Svante Thuresson från 1995. På skivan sjunger han bara texter skrivna av Beppe Wolgers, som också sjungits i Thuressons före detta sånggrupp Gals and Pals. Han sjunger även tillsammans med Margareta Jalkéus, Totta Näslund och Rebecka Törnqvist.

## Innehåll
Alla svenska texter är skrivna av Beppe Wolgers.
1. "I New York" (Musik: Paul Desmond – originaltext: Iola Brubeck) – 4:15
  - Originaltitel: "Take Five"
2. "Sången" (Musik: Jerome Kern – originaltext: Dorothy Fields) – 2:42
  - Originaltitel: "The Way You Look Tonight"
3. "Svante Thuresson" (Musik: Carl-Axel Dominique) – 4:13
4. "Vinter i skärgår'n" (Musik: Richard Rodgers – originaltext: Oscar Hammerstein II) – 3:26
  - Originaltitel: "Younger Than Springtime"
5. "En gång i Stockholm" (Musik: Bobbie Ericson) – 6:47
6. "Kära båt" (Musik: Richard Rodgers – originaltext: Lorenz Hart) – 5:10
  - Originaltitel: "Spring is Here"
7. "Jag har nära nog nästan allt" (Bob Dorough) – 5:16
  - Originaltitel: "I've Got Just About Everything"
8. "En männ'ska du gärna vill älska" (Tony Bruno, Victor Millrose) – 4:50
  - Originaltitel: "Somewhere There's a Someone"
9. "Men hej" (Musik: Robert Haggart – originaltext: Johnny Burke) – 6:31
  - Originaltitel: "What's New"
10. "Farfars vals" (Musik: Lars Färnlöf) – 4:49
11. "Va e' de' där?" (Musik: Bobby Timmons – originaltext: Oscar Brown Jr.) – 3:55
  - Originaltitel: "Dat Dere"
12. "Monicas vals" (Musik: Bill Evans – originaltext: Gene Lees) – 5:49
  - Originaltitel: "Waltz for Debby"
13. "Stockholm blues" (Oscar Brown Jr.) – 4:20
  - Originaltitel: "Humdrum Blues"
14. "Säg några vackra ord" (Musik: Hoagy Carmichael – originaltext: Paul Francis Webster) – 5:17
  - Originaltitel: "Baltimore Oriole"
15. "Sakta vi gå genom stan" (Musik: Fred E. Ahlert – originaltext: Roy Turk) – 5:32
  - Originaltitel: "Walkin' My Baby Back Home"

Total tid: 70:13

### Arrangemang
- Pål Svenre (1, 3, 7, 8, 11, 13, 15)
- Lasse Bagge (2)
- Joakim Milder (4, 5, 6, 9, 12)

## Medverkande
- Svante Thuresson — sång
- Max Schultz — gitarr, kör (8)
- Bobo Stenson — piano
- Magnus Öström — trummor
- Markus Wikström — bas
- Peter Asplund — trumpet
- Nils Landgren — trombon
- Per "Texas" Johansson — tenorsaxofon, klarinett, basklarinett
- Per "Ruskträsk" Johansson — altsaxofon, barytonsaxofon, flöjt
- Pål Svenre — Wurlitzer-piano (1, 3, 7, 11, 13), Fender Rhodes & kör (8)
- Magnus Persson — vibrafon (1, 7, 12, 13), congas (1, 3), maracas & tamburin (3)
- René Martinez — congas (7, 8, 13, 15), shaker (7), tamburin (7, 13, 15), triangel, Maracas & claves (8), bongos (8, 13)
- Margareta Jalkéus — sång (6)
- Alar Suurna — shaker (7)
- Stockholms Nya Kammarorkester
- Ulf Forsberg — violin (12), konsertmästare (9)
- Per Sporrong — violin (12)
- Kristina Lignell — viola (12)
- Ulrika Edström — cello (12)
- Totta Näslund — sång (13)
- Rebecka Törnqvist — sång (14)
- Pierre Swärd — hammondorgel (15)